# Леонтий (Изот)
Митрополи́т Лео́нтий (в миру — Лавре́нтий Тере́нтьевич Изо́т или Изотов, рум. Lavrente Terentievici Izot; род. 23 августа 1966, Русская Слава, Тулча) — епископ Древлеправославной старообрядческой церкви Румынии (до 2012 — Русской православной старообрядческой церкви в Румынии); с 27 октября 1996 года — её предстоятель.

## Биография
Родился 26 августа 1966 года в селе Русская Слава, уезд Тулча, в регионе Добруджа Румынии, в старообрядческой семье. В день его рождения родители избрали ему имя в честь святого, воспоминаемого в тот же день — архидиакона Лаврентия.
Будучи ребёнком, Лаврентий сказал родителям, что поступит в монастырь. С детства он очень часто бывал в Славском Успенском монастыре, помогал инокам, работал, посещал монастырские службы.
В 1984 году окончил среднюю школу в городе Тулча, по профессии слесарь-судостроитель. В 1984—1986 году работал в судоверфи. 3 июня 1986 года призван в армию. Демобилизовался 28 октября 1987 года. В армии окончил четырёхмесячный курс для грузовых автомашин, для которых получил права и после этого окончил двухмесячный курс машиниста земляных работ и получил и на это права.
B марте 1988 года по благословению епископа Славского Леонида (Самуйлова) поступил послушником в число братии Успенского мужского монастыря, располагавшийся в 4 км от села Слава-Русэ. В монастыре в те годы было всего 12 насельников, среди которых Лаврентий был самым молодым.
21 июля 1988 года в Ввенском женском монастыре в Слава-Русэ на праздник Явления иконы Пресвятыя Богородицы во граде Казани был возведён там же епископом Леонидом Славским (Самуиловым) в стихарные чтецы. 21 июля 1989 года там же в епископом Славским Леонидом был рукоположен во диаконы. 11 июня 1990 года был пострижен в монашество с именем Леонтий под духовное руководство инока Иезекииля (впоследствии инок а-схимника Илария). 21 ноября 1992 года был возведён в сан архидиакона.
После того, как будущий владыка Леонтий стал архидиаконом, епископ Славский Леонид покинул монастырь, поручив управление архидиакону Леонтию. С 1989 по 1996 годы архидиакон Леонтий во время летних каникул обучал крюковому пению и церковному уставу всех желающих. Авторитет молодого архидиакона как знатока церковного пения и церковного устава был столь велик, что учиться к нему приезжали даже старообрядцы других согласий: чада Русской Древлеправославной Церкви и староверы-беспоповцы.

### Епископское служение
20 февраля 1996 года на Освященном соборе Белокриницкой Митрополии был избран кандидатом во епископа на Браило-Тульчинскую епархию, которая, после преставления в июне 1994 года епископа Никодима, была вдовствующей.
24 марта 1996 года в Богородице-Рождественском храме в бывшем селе Писк города Брэила был рукоположён во епископа. Хиротонию совершили: епископ Славский Леонид (Самуилов), епископ Молдавский Афанасий (Дионисие) и епископ Австралийско-Канадо-Американский Софроний (Липали)
21 августа 1996 года скончался митрополит Белокриницкий Тимон, и на Освященном соборе 24 октября 1996 года епископ Браило-Тульчинский Леонтий был избран митрополитом Белокриницким и всех древлеправославных христиан. 27 октября состоялось его поставление в митрополиты, которое совершили епископ Молдавский Афанасий (Дионисие), архиепископ Американский, Австралийский и Канадский Софроний (Липали) и митрополит Московский Алимпий (Гусев).
Одним из первых официальных мероприятий новоизбранного митрополита стала поездка в 1996 году на Всемирный Собор в Белую Криницу.
В апреле 2002 года произошла первая встреча митрополита Леонтия и патриарха Румынского Феоктиста. В 2003 году по благословению патриарха Румынского Феоктиста и митрополита Молдовы и Буковины Даниила (Чоботи) при православной духовной семинарии в Яссах был открыт класс для студентов-старообрядцев.
На соборе 24 октября 2012 года по настоянию митрополита Леонтия было изменено официальное название церкви: РПСЦ Румынии решением собора стала именоваться Древлеправославной старообрядческой церковью Румынии (рум. Biserica Ortodoxă de Rit Vechi din România), что закрепил принятый тогда же устав. Собор, состоявшийся 23 октября 2014 года, внёс изменения в титул Белокриницкого митрополита, поскольку в соответствии с государственным законодательством титул предстоятеля должен содержать название столицы государства; собор утвердил новый титул — «Его Святейшество Высокопреосвященнейший Леонтий, архиепископ Белой Криницы и Бухареста и митрополит всех православных христиан старого обряда повсюду» (Înalpreasfinţia Sa, Înalpreasfinţitul Leonti, arhiepiscop al Fântânii Albe şi al Bucureştilor şi mitropolit al tuturor creştinilor ortodocşi de rit vechi de pretutindeni).

## Семья
- Отец — Терентий Фёдорович Изот (Изотов)[1]. Родился в селе Русская Слава с детства помогал при мужском Славском монастыре. Вырастив детей, он в 1989 году поступил в Славский монастырь. Скончался в 1994 году.
- Мать — Екатерина Сампсоновна Изот[1]. Родилась в с. Барши, в семье старообрядцев-беспоповцев. Её отец — Сампсон был наставником беспоповцев в селе, но в 1950 году, после посещения соседнего белокриницкого села Новенькое вместе с общиной принял священство Белокриницкой иерархии. Екатерина поступила в послушницы к инокине Алле в женском Славском монастыре (игуменья Поликсения). В монастыре Екатерина пробыла всего несколько лет. Когда в Румынии установилась коммунистическая власть, послушниц удалили из обители и девушка вступила в брак в котором родилось трое детей. Вырастив детей, она поступила в Славский монастырь, где приняла иноческий постриг с именем Евсевия. В 1994 году епископ Молдавский Афанасий просил инокиню Евсевию принять игуменский посох и стать настоятельницей женского Мануйловского монастыря.
- Брат — Артём Терентьевич Вступил в брак со староверкой из села Сарикёй
- Сестра — Парасковия Терентьевна Вступила в брак со старовером из Тулчи